# Prins August
Pour les articles homonymes, voir August.
La  Prins August  est une locomotive de 1856 qui fait partie de la collection historique du Musée des chemins de fer suédois. Il s'agit de la plus ancienne locomotive à vapeur en état de marche au monde. Elle est nommée d’après Auguste de Suède, amateur des chemins de fer.

## Histoire
La locomotive est construite par Beyer-Peacock en 1856. Ce type de locomotive (la série SJ B) était la première locomotive de la SJ, construite à l'origine pour le service voyageur. Les unités sont arrivées d'Angleterre sans cabine et étaient capables de 75 km/h en service .
Prins August a été utilisée pour des trains mixtes sur la ligne principale sud en Suède. Rayée en 1906, la locomotive est préservée pour un éventuel musée ferroviaire. Restaurée entre 1940 et 1955, en version de fret avec entre autres une chaudière à vapeur remplacée, une cheminée nouvellement construite, de nouvelles enseignes et des détails en laiton. La locomotive a été remise en état de conduite pour le 100e anniversaire du SJ en 1956 et a été exposée dans la cour du musée ferroviaire national sous sa propre vapeur lors du 100e anniversaire du musée, le 23 mai 2015.